# Scherma ai Giochi della VII Olimpiade - Fioretto individuale maschile
La competizione della fioretto individuale maschile  di scherma ai Giochi della VII Olimpiade si tenne i giorni 17 e 18 agosto 1920 presso il Palazzo di Egmont di Anversa

## Risultati

### 1 turno
8 gironi i primi tre avanzarono ai gironi di semifinale.
| Pos. | Concorrente        | Nazione       | V | S |
| ---- | ------------------ | ------------- | - | - |
| 1    | André Labatut      | Francia       | 6 | 0 |
| 2    | Jean Verbrugghe    | Belgio        | 5 | 1 |
| 3    | Einar Levison      | Danimarca     | 4 | 2 |
| 4    | Henry Breckinridge | Stati Uniti   | 2 | 4 |
| 4    | Wouter Brouwer     | Paesi Bassi   | 2 | 4 |
| 4    | Rodolfo Terlizzi   | Italia        | 2 | 4 |
| 7    | Cecil Kershaw      | Gran Bretagna | 0 | 6 |

| Pos. | Concorrente        | Nazione        | V | S |
| ---- | ------------------ | -------------- | - | - |
| 1    | Nedo Nadi          | Italia         | 7 | 1 |
| 2    | Georges Trombert   | Francia        | 7 | 1 |
| 3    | Viliam Tvrzský     | Cecoslovacchia | 6 | 2 |
| 4    | Salomon Zeldenrust | Paesi Bassi    | 5 | 3 |
| 5    | Millard Bloomer    | Stati Uniti    | 4 | 4 |
| 6    | Charles Pape       | Belgio         | 3 | 5 |
| 7    | Evan James         | Gran Bretagna  | 2 | 6 |
| 7    | Gustaf Lindblom    | Svezia         | 2 | 6 |
| 9    | Kay Schrøder       | Danimarca      | 0 | 8 |

| Pos. | Concorrente               | Nazione        | V | S |
| ---- | ------------------------- | -------------- | - | - |
| 1    | Aldo Nadi                 | Italia         | 6 | 0 |
| 2    | Ivan Osiier               | Danimarca      | 4 | 2 |
| 3    | Lionel Bony de Castellane | Francia        | 4 | 2 |
| 4    | Roland Willoughby         | Gran Bretagna  | 3 | 3 |
| 4    | Emile Dufrane             | Belgio         | 3 | 3 |
| 6    | Josef Jungmann            | Cecoslovacchia | 1 | 5 |
| 7    | Nils Hellsten             | Svezia         | 0 | 6 |

| Pos. | Concorrente        | Nazione        | V | S |
| ---- | ------------------ | -------------- | - | - |
| 1    | Abelardo Olivier   | Italia         | 7 | 1 |
| 2    | Marcel Cuypers     | Belgio         | 6 | 2 |
| 2    | Marcel Perrot      | Francia        | 6 | 2 |
| 4    | Georg Hegner       | Danimarca      | 4 | 4 |
| 4    | Adrianus de Jong   | Paesi Bassi    | 4 | 4 |
| 6    | Joseph Parker      | Stati Uniti    | 3 | 5 |
| 6    | Josef Javůrek      | Cecoslovacchia | 3 | 5 |
| 8    | Robert Montgomerie | Gran Bretagna  | 2 | 6 |
| 9    | Hans Törnblom      | Svezia         | 1 | 7 |

| Pos. | Concorrente       | Nazione     | V | S |
| ---- | ----------------- | ----------- | - | - |
| 1    | Federico Cesarano | Italia      | 4 | 0 |
| 2    | Charles Crahay    | Belgio      | 3 | 1 |
| 3    | Francis Honeycutt | Stati Uniti | 2 | 2 |
| 4    | Ahmed Hassanein   | Egitto      | 1 | 3 |
| 5    | Verner Bonde      | Danimarca   | 0 | 4 |

| Pos. | Concorrente      | Nazione        | V | S |
| ---- | ---------------- | -------------- | - | - |
| 1    | Philippe Cattiau | Francia        | 6 | 0 |
| 2    | Pietro Speciale  | Italia         | 4 | 2 |
| 3    | Knut Enell       | Svezia         | 4 | 2 |
| 4    | Philip Doyne     | Gran Bretagna  | 2 | 4 |
| 4    | František Dvořák | Cecoslovacchia | 2 | 4 |
| 4    | Marcel Berré     | Belgio         | 2 | 4 |
| 7    | Jan van der Wiel | Paesi Bassi    | 1 | 5 |

| Pos. | Concorrente        | Nazione       | V | S |
| ---- | ------------------ | ------------- | - | - |
| 1    | Roger Ducret       | Francia       | 5 | 0 |
| 2    | Oreste Puliti      | Italia        | 4 | 1 |
| 3    | Robert de Schepper | Belgio        | 3 | 2 |
| 4    | Thomas Wand-Tetley | Gran Bretagna | 2 | 3 |
| 5    | George Calnan      | Stati Uniti   | 1 | 4 |
| 6    | Aage Berntsen      | Danimarca     | 0 | 5 |

| Pos. | Concorrente         | Nazione        | V | S |
| ---- | ------------------- | -------------- | - | - |
| 1    | Orphile de Montigny | Belgio         | 5 | 0 |
| 2    | Tommaso Costantino  | Italia         | 4 | 1 |
| 3    | Félix Vigeveno      | Paesi Bassi    | 3 | 2 |
| 4    | Edgar Seligman      | Gran Bretagna  | 2 | 3 |
| 5    | Antonín Mikala      | Cecoslovacchia | 1 | 4 |
| 6    | Leonard Schoonmaker | Stati Uniti    | 0 | 5 |

### Semifinali
4 gironi i primi tre avanzarono al girone di finale.
| Pos. | Concorrente               | Nazione     | V | S |
| ---- | ------------------------- | ----------- | - | - |
| 1    | Nedo Nadi                 | Italia      | 5 | 0 |
| 2    | Oreste Puliti             | Italia      | 4 | 1 |
| 3    | Roger Ducret              | Francia     | 3 | 2 |
| 4    | Lionel Bony de Castellane | Francia     | 2 | 3 |
| 5    | Robert de Schepper        | Belgio      | 1 | 4 |
| 6    | Francis Honeycutt         | Stati Uniti | 0 | 5 |

| Pos. | Concorrente      | Nazione        | V | S |
| ---- | ---------------- | -------------- | - | - |
| 1    | Aldo Nadi        | Italia         | 4 | 1 |
| 1    | Philippe Cattiau | Francia        | 4 | 1 |
| 3    | Marcel Perrot    | Francia        | 3 | 2 |
| 4    | Marcel Cuypers   | Belgio         | 2 | 3 |
| 5    | Einar Levison    | Danimarca      | 1 | 4 |
| 6    | Viliam Tvrzský   | Cecoslovacchia | 1 | 4 |

| Pos. | Concorrente         | Nazione   | V | S |
| ---- | ------------------- | --------- | - | - |
| 1    | Georges Trombert    | Francia   | 4 | 1 |
| 2    | Orphile de Montigny | Belgio    | 4 | 1 |
| 3    | Ivan Osiier         | Danimarca | 3 | 2 |
| 4    | Tommaso Constantino | Italia    | 2 | 3 |
| 4    | Charles Crahay      | Belgio    | 2 | 3 |
| 6    | Federico Cesarano   | Italia    | 0 | 5 |

| Pos. | Concorrente      | Nazione     | V | S |
| ---- | ---------------- | ----------- | - | - |
| 1    | André Labatut    | Francia     | 5 | 0 |
| 2    | Abelardo Olivier | Italia      | 4 | 1 |
| 3    | Pietro Speciale  | Italia      | 2 | 3 |
| 4    | Félix Vigeveno   | Paesi Bassi | 2 | 3 |
| 5    | Jean Verbrugghe  | Belgio      | 1 | 4 |
| 6    | Knut Enell       | Svezia      | 1 | 4 |

### Finale
| Pos.    | Concorrente         | Nazione   | V  | S  | SS |
| ------- | ------------------- | --------- | -- | -- | -- |
| Oro     | Nedo Nadi           | Italia    | 10 | 1  |    |
| Argento | Philippe Cattiau    | Francia   | 9  | 2  | 14 |
| Bronzo  | Roger Ducret        | Francia   | 9  | 2  | 19 |
| 4       | André Labatut       | Francia   | 7  | 4  |    |
| 5       | Aldo Nadi           | Italia    | 6  | 5  | 19 |
| 6       | Orphile de Montigny | Belgio    | 6  | 5  | 27 |
| 7       | Oreste Puliti       | Italia    | 5  | 6  |    |
| 8       | Ivan Osiier         | Danimarca | 4  | 7  |    |
| 9       | Abelardo Olivier    | Italia    | 3  | 8  |    |
| 10      | Georges Trombert    | Francia   | 3  | 8  |    |
| 11      | Marcel Perrot       | Francia   | 3  | 8  |    |
| 12      | Pietro Speciale     | Italia    | 1  | 10 |    |